# Ekstradycja

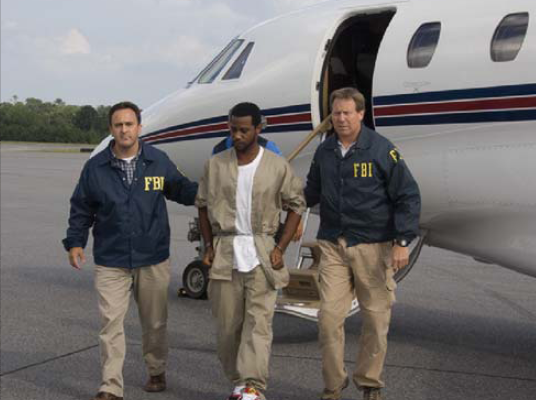
Ekstradycja

Ekstradycja (łac. ex 'od, z czego' i traditio 'wręczanie; nauczanie; podanie' z trans- 'za, poza, z tamtej strony' dare 'dawać') – wydanie przez państwo władzom innego państwa osoby przebywającej na terytorium państwa wydającego, dokonywane w sytuacji, gdy osoba ta podejrzana jest o popełnienie na terytorium państwa zwracającego się z wnioskiem o ekstradycję czynu przestępczego lub w celu odbycia kary. Ekstradycja dokonywana jest na podstawie umowy międzynarodowej, o ile państwo zwracające się z wnioskiem o ekstradycję zapewnia wzajemność. Większość krajów nie dopuszcza ekstradycji własnych obywateli bądź osób, które uzyskały na ich terytorium prawo azylu.
Z wnioskiem o ekstradycję może wystąpić państwo, jeżeli przestępstwo zostało dokonane na jego terytorium, lub jeżeli popełnione przestępstwo rozciąga swoje skutki na jego terytorium.
Z analizy umów międzynarodowych i ustawodawstwa wewnętrznego państw, odczytać można trzy najważniejsze zasady ekstradycyjne, przyjęte niemal powszechnie. Brzmią one następująco:
1. podstawę ekstradycji stanowić może tylko czyn zagrożony karą w obu państwach (tzw. zasada podwójnej karalności),
2. osobę wydaną można ścigać wyłącznie za przestępstwa, które były podstawą wydania, jak również wykonywać wobec niej tylko taką karę, do wykonania której została wydana (tzw. zasada specjalności),
3. nie podlegają wydaniu osoby, które w państwie pobytu korzystają z prawa azylu.

Procedura ekstradycyjna regulowana jest w drodze umownej. Najczęściej wniosek ekstradycyjny przesyłany jest w drodze dyplomatycznej, choć coraz częściej spotykane jest przesyłanie wniosku bezpośrednio pomiędzy ministerstwami sprawiedliwości lub prokuraturami generalnymi. Do wniosku powinna zostać dołączona dokumentacja wraz z uzasadnieniem, zaś samo przestępstwo na podstawie którego ekstradycja ma zostać dokonana, powinno mieścić się w ramach klauzuli ogólnej bądź szczegółowego wyliczenia zawartego w umowie. Ostatnią czynnością ekstradycyjną jest przekazanie podejrzanego przez władze policyjne. 
Zawarte w ramach ONZ Konwencja w sprawie zakazu stosowania tortur i Konwencja o zwalczaniu rekrutacji, wykorzystania, finansowania i szkolenia najemników zobowiązują w razie odmowy ekstradycji do osądzenia sprawcy wedle zasady aut dedere aut iudicare (łac. "przekazać lub osądzić").